# 1986 في فنزويلا
فيما يلي قوائم الأحداث التي وقعت خلال عام 1986 في فنزويلا.

## رياضة
- 1 يناير – الدوري الفنزويلي الممتاز 1986 الفائز ديبورتيفو تاشيرا.

## مواليد

### يناير
- 6 يناير – خيسوس ميزا لاعب كرة قدم فنزويلي.
- 16 يناير – مارلون أنطونيو فرنانديز لاعب كرة قدم فنزويلي.
- 22 يناير – جيسيكا لوبيز
- 24 يناير – فرانكلين موراليس لاعب كرة قاعدة فنزويلي.
- 29 يناير – جوديث شاكون ربّاعة فنزويلية.

### فبراير
- 2 فبراير – ألفونسو بلانكو ملاكم فنزويلي.
- 18 فبراير – غريغوري فارغاس لاعب كرة سلة فنزويلي.
- 28 فبراير – غريندي بيروزو رينكون لاعب كرة قدم فنزويلي.

### مارس
- 17 مارس – دانيال فالفيردو لاعب كرة مضرب فنزويلي.
- 30 مارس – خوسيه أسيفيدو منافِس أوليمبي فنزويلي.

### أبريل
- 8 أبريل – فيليكس هرنانديز لاعب كرة قاعدة فنزويلي.
- 15 أبريل – جيمي بريسينيو دراج فنزويلي.

### مايو
- 14 مايو – رودولفو غونزاليس سائق سيارة سباق فنزويلي.
- 20 مايو – جونيور ألفارادو
- 30 مايو – خوان أندريس ميخيا سياسي فنزويلي.

### يونيو
- 1 يونيو – ديانا ميندوزا
- 23 يونيو – غابرييلا فرنانديز
- 23 يونيو – لويس مانويل سيخاس لاعب كرة قدم فنزويلي.
- 26 يونيو – دييغو غيريرو لاعب كرة قدم.

### يوليو
- 2 يوليو – روزا رودريغيز رامية مطرقة فنزويلية.
- 5 يوليو – جيانفرانكو دي خوليو لاعب كرة قدم فنزويلي.
- 8 يوليو – فيكتوريا سانشيز
- 14 يوليو – غويلرمو ألفاريز لاعب كرة قدم فنزويلي.
- 30 يوليو – باول راميريز لاعب كرة قدم فنزويلي.

### أغسطس
- 11 أغسطس – بابلو ساندوفال لاعب كرة قاعدة فنزويلي.
- 17 أغسطس – أندرينا غوميز عارضة فنزويلية.

### سبتمبر
- 10 سبتمبر – ويندي جراتيرول لاعب كرة سلة فنزويلي.
- 22 سبتمبر – غابرييل مايستري ملاكم فنزويلي.
- 25 سبتمبر – خوسيه مانويل فلوريس سانشيز

### أكتوبر
- 22 أكتوبر – خوسيه لويس غرانادوس لاعب كرة قدم فنزويلي.

### ديسمبر
- 2 ديسمبر – رونالد فارغاس لاعب كرة قدم فنزويلي.
- 17 ديسمبر – هيسلر غيلينت لاعب كرة سلة فنزويلي.

## وفيات

### يونيو
- 28 يونيو – ألفريدو ساديل (مواليد 1930) موسيقي فنزويلي.

### أغسطس
- 28 أغسطس – ميغيل أوترو سلفا (مواليد 1908)